# Saison 2 de Suspicion
Chronologie
saison 1 saison 3
Cet article présente les trente-deux épisodes de la deuxième saison de la série télévisée Suspicion.

## Distribution

### Acteur principal
- Alfred Hitchcock : L'Hôte

### Acteurs invités
- Ray Milland : Docteur Howard Fennick (épisode 1)
- Anne Baxter : Janice Brandt (épisode 2)
- George Segal : Larry Duke (épisode 2)
- Dick York : Shériff Will Pearce (épisode 3)
- Jacqueline Scott : Susan Marsh (épisode 3)
- R.G. Armstrong : John Cooley (épisode 3)
- Robert Loggia : Arthur (épisode 4)
- Richard Kiley : Jim Derry (épisode 5)
- Richard Long : Eddie Breech (épisode 5)
- Anne Francis : Connie Breech (épisode 5)
- Gary Merrill : Harry Jarvis (épisode 6)
- Phyllis Thaxter : Madame Logan (épisode 6)
- Fess Parker : Shériff Ben Wister (épisode 6)
- Richard Basehart : Miles Crawford (épisode 7)
- Jean Hale : Babs Riordan (épisode 7) / Bernice Brown (épisode 12)
- Michael Parks : Skip Baxter (épisode 8)
- James Gregory : Fred Kruger (épisode 9)
- Katharine Ross : Carol Brandt (épisode 9)
- Norman Fell : Al Norman (épisode 9)
- Robert Culp : Harry Lawrence (épisode 10)
- Bernie Kopell : Le réalisateur (épisode 10)
- Alice Pearce : Haila French (épisode 10)
- Bob Newhart : Gerald Swinney (épisode 11)
- Jane Withers : Edith Swinney (épisode 11)
- Teresa Wright : Marion Brown (épisode 12)
- Dan Duryea : Raymond Brown (épisode 12)
- Leslie Nielsen : Monsieur Grainger (épisode 13)
- Diana Hyland : Grace Renford (épisode 14)
- Jeremy Slate : Keith Holloway (épisode 14)
- Felicia Farr : Marcia Fowler (épisode 15)
- Bruce Dern : Roy Bullock (épisode 15)
- David White : Jack Fowler (épisode 15)
- Kim Hunter : Adelaide Winters (épisode 16)
- John Larkin : Edward Porter (épisode 16)
- Gene Lyons : Robert McBain (épisode 16)
- Pat Buttram : Charlie Hill (épisode 17)
- James Best : Tom Carmody (épisode 17)
- Slim Pickens : Clem Carter (épisode 17)
- Billy Barty : Le Bonimenteur (épisode 17)
- Stephen McNally : Le Capitaine (épisode 18)
- Bernie Hamilton : Le second condamné (épisode 18)
- Greg Morris : Le responsable des enterrements (épisode 18)

## Épisodes

### Épisode 1:Titre français inconnu (A Home Away from Home)
- États-Unis : 27 septembre 1963 sur CBS

- Ray Milland (Docteur Howard Fennick)
- Claire Griswold (Natalie Rivers)
- Mary LaRoche (Ruth)
- Virginia Gregg (Miss Gibson)
- Peter Leeds (Andrew)
- Ben Wright (Docteur Norton)
- Connie Gilchrist (Martha)
- Jackie Searl (Nicky Long)
- Brendan Dillon (Inspecteur Roberts)
- Ronald Long (Le Major)
- Peter Brooks (Donald)
- Beatrice Kay (Sarah Sanders)

### Épisode 2:Un charme irrésistible
- États-Unis : 4 octobre 1963 sur CBS

- Anne Baxter (Janice Brandt)
- George Segal (Larry Duke)
- Charlene Holt (Darlene Vance)
- Harry Townes (Ed Brandt)
- Martha Stewart (La secrétaire)
- Mimi Dillard (La réceptionniste)

### Épisode 3:Titre français inconnu (Terror at Northfield)
- États-Unis : 11 octobre 1963 sur CBS

- Dick York (Shériff Will Pearce)
- Jacqueline Scott (Susan Marsh)
- R. G. Armstrong (John Cooley)
- Katherine Squire (Madame La Font)
- Peter Whitney (Bib Hadley)
- Dennis Patrick (Frenchy La Font)
- Curt Conway (Docteur Buxton)
- Gertrude Flynn (Flora Sloan)
- Harry Harvey (Sanford Brown)

### Épisode 4:Titre français inconnu (You'll Be the Death of Me)
- États-Unis : 18 octobre 1963 sur CBS

- Robert Loggia (Arthur)
- Pilar Seurat (Mickey Arthur)
- Sondra Kerr (Ruby McLeod)
- Barry Atwater (Gar Newton)
- Carmen Phillips (Betty Rose Calder)
- Hal Smith (Tompy Dill)
- Charles Seel (Docteur Chalmont)
- Norman Leavitt (Kyle Sawyer)
- Kathleen Freeman (Madame McLeod)

### Épisode 5:Titre français inconnu (Blood Bargain)
- États-Unis : 25 octobre 1963 sur CBS

- Richard Kiley (Jim Derry)
- Richard Long (Eddie Breech)
- Anne Francis (Connie Breech)
- Barney Martin (Rupert Harney)
- Ross Elliott (Lieutenant Geer)
- Anthony Call (Earl)
- Peter Brocco (Figaro)

### Épisode 6:Titre français inconnu (Nothing Ever Happens in Linvale)
- États-Unis : 8 novembre 1963 sur CBS

- Gary Merrill (Harry Jarvis)
- Phyllis Thaxter (Madame Logan)
- Fess Parker (Shériff Ben Wister)
- George Furth (Charlie)
- Burl Mustin (Monsieur Bell)
- Jan Arvan (Al)
- Martine Bartlett (Madame Bergen)
- Robert P. Lieb (Docteur Wyatt)
- Robert Roter (Le garçon)

### Épisode 7:Titre français inconnu (Starring the Defense)
- États-Unis : 15 novembre 1963 sur CBS

- Richard Basehart (Miles Crawford)
- Russell Collins (Sam Brody)
- S. John Launer (Ed Rutherford)
- Teno Pollick (Tod Crawford)
- Diane Mountford (Ruthie Rutherford)
- Jean Hale (Babs Riordan)
- Christopher Connelly (Rudy Trask)

### Épisode 8:Titre français inconnu (The Cadaver)
- États-Unis : 29 novembre 1963 sur CBS

- Michael Parks (Skip Baxter)
- Ruth McDevitt (Madame Fister)
- Joby Baker (Doc Carroll)
- Martin Blaine (Professeur Dawson)
- Don Marshall (Tom Jackson)
- William Sharon (Sam)
- Eric Matthews (Charlie Pitts)
- Rafer Johnson (Ed Blair)
- Jeff Cooper (Pete Phillips)
- Michael Beirne (Jim Thompson)

### Épisode 9:Titre français inconnu (The Dividing Wall)
- États-Unis : 6 décembre 1963 sur CBS

- James Gregory (Fred Kruger)
- Chris Robinson (Terry)
- Katharine Ross (Carol Brandt)
- Norman Fell (Al Norman)
- Simon Scott (Durrell)
- Bob Kelljan (Frank Ludden)
- Rusty Lane (Otto Brandt)
- Judd Foster (Polson)

### Épisode 11:Titre français inconnu (How to Get Rid of Your Wife)
- États-Unis : 20 décembre 1963 sur CBS

- Bob Newhart (Gerald Swinney)
- Jane Withers (Edith Swinney)
- Joyce Jameson (Rosie Feather)
- Mary Scott (Laura)
- George Petrie (Henry)
- Ann Morgan Guilbert (La Propriétaire de la boutique d'animaux)
- Robert Karnes (Sergent)
- Joseph Hamilton (Oscar)
- Helene Winston (Madame Penny)
- Bill Quinn (Monsieur Penny)
- Harold Gould (Le procureur)
- Gail Bonney (Madame Harris)

### Épisode 12:Titre français inconnu (Three Wives Too Many)
- États-Unis : 3 janvier 1964 sur CBS

- Teresa Wright (Marion Brown)
- Dan Duryea (Raymond Brown)
- Linda Lawson (Lucille Brown)
- Jean Hale (Bernice Brown)
- Steve Gravers (Lieutenant Storber)
- Robert Cornthwaite (Monsieur Bleeker)
- Lew Brown (Détective Lanning)
- Duane Grey (Détective Millard)
- Dee J. Thompson (Belle-sœur)

### Épisode 13:Titre français inconnu (The Magic Shop)
- États-Unis : 10 janvier 1964 sur CBS

- Leslie Nielsen (Monsieur Grainger)
- Peggy McCay (Madame Grainger)
- John Megna (Anthony Grainger)
- David Opatoshu (Monsieur Dulong)
- Paul Hartman (Monsieur Adams)
- William Sargent (Docteur Stone)
- Ted de Corsia (Herlie)
- Hugh Sanders (Le premier policier)
- Rolfe Sedan (Le vieil homme)
- Audrey Swanson (La mère d'Eric)
- Robert Reiner (L'interne)
- Brian Corcoran (Eric)

### Épisode 14:Titre français inconnu (Beyond the Sea of Death)
- États-Unis : 24 janvier 1964 sur CBS

- Mildred Dunnock (Minnie Briggs)
- Diana Hyland (Grace Renford)
- Jeremy Slate (Keith Holloway)
- Abraham Sofaer (Docteur Shankara)
- Ann Ayars (Lucy Barrington)
- Orville Sherman (Charles)
- Francis De Sales (Lieutenant Farrell)

### Épisode 15:Titre français inconnu (Night Caller)
- États-Unis : 31 janvier 1964 sur CBS

- Felicia Farr (Marcia Fowler)
- Bruce Dern (Roy Bullock)
- David White (Jack Fowler)
- Leslie Barringer (Stevey Fowler)
- Will J. White (Le premier policier)
- Diane Sayer (Nancy Willis)
- Elizabeth Harrower (Madame Masters)
- Angela Greene (Lucy Phillips)

### Épisode 16:Titre français inconnu (The Evil of Adelaide Winters)
- États-Unis : 7 février 1964 sur CBS

- Kim Hunter (Adelaide Winters)
- John Larkin (Edward Porter)
- Gene Lyons (Robert McBain)
- Sheila Bromley (Madame Thompson)
- Bartlett Robinson (Monsieur Thompson)

### Épisode 17:Titre français inconnu (The Jar)
- États-Unis : 14 février 1964 sur CBS

- Pat Buttram (Charlie Hill)
- Collin Wilcox Paxton (Thedy Sue Hill)
- William Horace Marshall (Jahdoo)
- Jane Darwell (Mamie Carnation)
- Carl Benton Reid (Gramps Medknowe)
- James Best (Tom Carmody)
- George Lindsey (Juke Marmer)
- Jocelyn Brando (Emma Jane)
- Slim Pickens (Clem Carter)
- Alice Backes (Madame Triden)
- Sam Reese (Milt Marshall)
- Billy Barty (Le Bonimenteur)

### Épisode 18:Titre français inconnu (Final Escape)
- États-Unis : 21 février 1964 sur CBS

- Stephen McNally (Le Capitaine)
- Robert Keith (Doc)
- Edd Byrnes (Paul Perry)
- Nicholas Colasanto (Le compagnon de travail)
- John Kellogg (Le premier garde)
- Ray Kellogg (Le condamné forgeron)
- Bernie Hamilton (Le second condamné)
- Stacy Harris (L'avocat)
- Betsy Hale (Elissa)
- Hinton Pope (Le second garde)
- Greg Morris (Le responsable des enterrements)

### Épisode 19:Titre français inconnu (Murder Case)
- États-Unis : 6 mars 1964 sur CBS

### Épisode 20:Titre français inconnu (Anyone for Murder?)
- États-Unis : 13 mars 1964 sur CBS

### Épisode 21:Titre français inconnu (Beast in View)
- États-Unis : 20 mars 1964 sur CBS

### Épisode 22:Titre français inconnu (Behind the Locked Door)
- États-Unis : 27 mars 1964 sur CBS

### Épisode 23:Titre français inconnu (A Matter of Murder)
- États-Unis : 3 avril 1964 sur CBS

### Épisode 24:Titre français inconnu (The Gentleman Caller)
- États-Unis : 10 avril 1964 sur CBS

### Épisode 25:Le Coffre-fort
- États-Unis : 14 avril 1964 sur CBS

### Épisode 26:Titre français inconnu (Ten Minutes from Now)
- États-Unis : 1er mai 1964 sur CBS

### Épisode 27:Titre français inconnu (The Sign of Satan)
- États-Unis : 8 mai 1964 sur CBS

### Épisode 28:Titre français inconnu (Who Needs an Enemy?)
- États-Unis : 15 mai 1964 sur CBS

### Épisode 29:Titre français inconnu (Bed of Roses)
- États-Unis : 22 mai 1964 sur CBS

### Épisode 30:Titre français inconnu (The Second Verdict)
- États-Unis : 29 mai 1964 sur CBS

### Épisode 31:Titre français inconnu (Isabel)
- États-Unis : 5 juin 1964 sur CBS

### Épisode 32:Titre français inconnu (Body in the Barn)
- États-Unis : 3 juillet 1964 sur CBS